# Pečuška biskupija
Pečuška biskupija (mađ. Pécsi Egyházmegye) je biskupija u Mađarskoj, sa sjedištem u Pečuhu (kod gradišćanskih Hrvata: Petocrikvi).
Utemeljena je 1009., a 1135. je podređena Kalačkoj nadbiskupiji.
Katedralna crkva je crkva sv. Stjepana kralja (mađ. Szent Istvan kiraly), a nalazi se u središtu grada Pečuha.
Sufraganska je biskupija Kaločko-kečkemetske nadbiskupije. Pečuška biskupija se dijeli na 206 župa.

## Sekularni biskupijski uredi
Pečuški biskupi su bili stalnim baranjskim grofovima (mađ. Baranya vármegye örökös főispánja, latinski: Baraniensis perpetuus supremus comes) od 16. stoljeća do 1777.

## Povijest
Biskupiju je uz papin pristanak utemeljio 1009. ugarski kralj Stjepan I. Granice su se protezale između Fudvara (Zemogny-a) i Tápé, između rijeka Šijova (Sió/Ozora) i potoka Lápa, između potoka Kaposa i Almása te starorimskog akvadukta između Dunav i Save. Time se teritorij protezao preko kasnijih županija u Hrvatsko-Ugarskoj, Tolnanske, Baranjske, Srijemske i Požeške. U početku je bila sufraganskom biskupijom Ostrogonske nadbiskupije.

## Biskupi
- Bonipert (1009. – 1036.)
- Mauricije (1036.– oko 1075.)
- Stanislav Škovránko (Várallyi) † ( imenovan 1541. - umro 21. travnja 1548.)
- Antun Vrančić (Antal Verancsics) † ( imenovan 1554. – 1557. imenovan za egerskog biskupa)
- Mikuláš Telegdy † ( imenovan 1579. - umro 22. travnja 1586.)
- Matija Ignjo Radanić (1630. – 1699.)
- Ján Gubasóczy † ( imenovan 1668. – 1676. imenovan za vackog biskupa)
- József Király † (imenovan 11. siječnja 1808. - umro 17. srpnja 1825.)
- Ján Krstitel Scitovszky † (imenovan 18. veljače 1839. – 28. rujna 1849. imenovan za ostrogonskog nadbiskupa)
- Sigismondo Kovács † (imenovan 25. lipnja 1869. – 25. lipnja 1877. imenovan za vesprimskog biskupa)
- Ferdinando Dulanski † (imenovan 25. lipnja 1877. - ?)
- Sámuel Hetyey † (imenovan 14. prosinca 1897. - umro 1, rujna 1903.)
- Gyula Zichy † (imenovan 11. prosinca 1905. – 31. kolovoza 1925. imenovan za kalačkog nadbiskupa)
- Ferenc Virág † (imenovan 27. ožujka 1926. - umro 2. ožujka 1958.)
- Ferenc Rogacs † (sljednikom 2 Mar 1958. - umro 20. veljače 1961.)
- József Cserháti † (imenovan 10. siječnja 1969. - povukao se u mirovinu 3. studenog 1989.)
- Mihály Mayer (imenovan 3. studenog 1989. - povukao se u mirovinu 19. siječnja 2011.)
- György Udvardy (imenovan 25. travnja 2011. – imenovan vesprimskim nadbiskupom 12. srpnja 2019.)
- László Felföldi (18. studenoga 2020. – danas)

## Vanjske poveznice
- (mađ.) Službene stranice
- (mađ.) Biskupija
- (engl.) Catholic-Hierarchy